# Lichtenštejnská vlajka

Lichtenštejnská vlajka
Poměr stran: 3:5

Lichtenštejnská státní vlajka
Poměr stran: 3:5

Vlajka Lichtenštejnska je tvořena listem o poměru stran 3:5 se dvěma vodorovnými pruhy, modrým a červeným. V horním rohu je umístěná žlutá knížecí koruna. Pokud se vlajka vyvěšuje svisle (poměr stran je určen na 3:10), je koruna otočena o 90°. Při svislém vyvěšení se používá obvyklé svislé zavěšení vlajky, dříve se užívalo i vyvěšení s obrácenými barvami, tzn. červená vlevo, modrá vpravo.
Symboliku barev vlajky vysvětlil roku 1937 tehdejší předseda vlády Josef Hoop: Modrá barva symbolizuje oblohu, červená červánky a zlatá na knížecí koruně přesvědčení, že lid země a panovnický dům tvoří jednotu.

Rozměry lichtenštejnské vlajky
Vzor svislého vyvěšení lichtenštejnské vlajky Poměr stran 3:10
Lichtenštejnska vlajka ve tvaru plamene Poměr stran: 4:5
Knížecí standarta Poměr stran: 3:5
Vlajka panovnického rodu Poměr stran: 3:5

## Historie
23. ledna 1719 Karel VI., císař Svaté říše římské, povýšil Lichtenštejnsko na říšské knížectví. Z barev erbu Lichtenštejnú byly odvozeny i první vlajky tohoto útvaru, které byly tvořeny dvěma vodorovnými pruhy, žlutým a červeným. 6. srpna 1806 se František II., poslední říšský císař, vzdal (na nátlak Napoleona) titulu a západní část Říše byla přeměněna na Rýnský spolek. I poté byla suverénním státem v rámci konfederace užívána stejná vlajka (Konfederované státy rýnské neužívaly vlastní vlajku).
Po zániku spolku v roce 1813 se nezávislý stát Lichtenštejnsko stal členem Německého spolku a kromě žlutočervených vlajek se užívala i spolková vlajka, tvořená třemi vodorovnými pruhy: černým, červeným a žlutým.
Kolem roku 1852 byla zavedena, jako symbol knížectví, vlajka se dvěma svislými pruhy, červeným a modrým. Barvy byly odvozeny z tzv. livrejových barev. Variantou byla i vlajka s dvěma vodorovnými pruhy, modrým a červeným.
Vlajku s vodorovnými pruhy potvrdila (za národní) až ústava z roku 1921 (přesněji z 5. října).

Vlajka Lichtenštejnského knížectví (1719–1852) Poměr stran: 3:5
Vlajka Německého spolku (1813–1852) Poměr stran: 2:3
Vlajka Lichtenštejnského knížectví (1852–1921) Poměr stran: 3:5
Vlajka Lichtenštejnského knížectví (1921–1937) Poměr stran: 3:5

V roce 1936 se na letních olympijských hrách v Berlíně zjistilo, že Lichtenštejnsko a Haiti užívají stejnou vlajku. Z tohoto důvodu byla na lichtenštejnskou vlajku přidána 24. června 1937 do horního žerďového rohu zlatá knížecí koruna, a poměr stran byl stanoven na 3:5. V roce 1964 byla změněna i haitská vlajka, do středu  byl umístěn bílý obdélník se státním znakem.
V průběhu let se měnila grafická podoba koruny na vlajce (nejsou obrázky), oficiální vzhled státní vlajky, a tím i knížecí koruny, byl zaveden až zákonem ze 14. června 1957.

Vlajka Lichtenštejnského knížectví (1957–1982) Poměr stran: 3:5

K poslední úpravě státních symbolů došlo zákonem „O znaku, barvách, pečeti a emblému Lichtenštejnského knížectví” z 30. června 1982. Zákon byl publikován 18. září 1982 ve Státním věstníku zákonů (Landesgesetzblatt) č. 58, kterým byl upraven odstín červené barvy a upřesněna kresba žluté (v zákoně uvedeno zlaté) knížecí koruny – přibylo svislé šrafování na dýnku hermelínové čapky. Poměr stran 3:5 byl zachován. V příloze zákona, platného dodnes, bylo závazné vyobrazení nejen oficiální vlajky, ale i vlajky vyvěšovaného na způsob korouhve (s poměrem stran 3:10) a vlajky ve tvaru plamene. Zároveň byly v příloze zobrazeny všechny varianty žlutočervených vlajek panovnického domu. Zákon také zavedl služební vlajku označovanou jako standarta vlády a státního parlamentu (státní vlajka) a vlajku knížecí, v zákoně uvedená jako standarta panovníka.
Pro služební potřeby byla roku 1982 zavedená standarta vlády a parlamentu (Landtag), která má dva vodorovné pruhy, modrý a červený, a uprostřed velký lichtenštejnský znak.

## Vlajky lichtenštejnských obcí
Lichtenštejnsko se člení na 11 obcí (Gemeinden). Všechny obce užívají oficiální vlajky o poměru stran 3:5 ale v praxi se užívají i vlajky o stejném poměru odvozené ze znaků obcí (nejsou k dispozici obrázky všech variant) a varianty vyvěšované vertikálně na způsob korouhví, většinou o poměru stran 1:4.
Oficiální

Balzers Poměr stran: 3:5
Eschen Poměr stran: 3:5
Gamprin Poměr stran: 3:5
Mauren Poměr stran: 3:5
Planken (ve zdroji horizontální pruhy) Poměr stran: 3:5
Ruggell Poměr stran: 3:5
Schaan Poměr stran: 3:5
Schellenberg Poměr stran: 3:5
Triesen (ve zdroji horizontální pruhy) Poměr stran: 3:5
Triesenberg Poměr stran: 3:5
Vaduz Poměr stran: 3:5

Varianty
Nejsou k dispozici obrázky všech variant.

Eschen (varianta) Poměr stran: 3:5
Triesen (varianta) Poměr stran: 3:5

Vertikální
Obce (kromě Plankenu a Schellenbergu) užívají i vertikální vlajky odvozené z variant, které mají (většinou) v horní části čtvercové pole se znakem, nejsou však obrázky.

Balzers Poměr stran: 1:4
Eschen Poměr stran: 1:4
Gamprin Poměr stran: 1:4
Mauren Poměr stran: 1:4
Planken Poměr stran: 1:4
Ruggell Poměr stran: 1:4
Schaan Poměr stran: 1:4
Schellenberg Poměr stran: 1:4
Triesen Poměr stran: 1:4
Triesenberg Poměr stran: 1:4
Vaduz Poměr stran: 1:4